# Or che di Febo ascosi
Maintenant que de Phébus…
Or che di Febo ascosi (H.511 ; parfois orthographié Hor che di Febo…), est une cantate de chambre du compositeur italien Alessandro Scarlatti, composée pour voix de soprano, deux violons et basse continue. La partition est datée c. 1704 et écrite lors du second séjour romain du musicien.

## Structure
Racolta di Cantate del Cavalier D. Alessandro Scarlatti
- Sinfonia — Largo – Adagio, en ré majeur
- Hor che di Febo ascosi (Recitativo)
- Cara notte (Aria), en ré majeur
- Ma chi m'addita, O Dio (Recitativo)
- Sì, sì, non dormite (Aria), Allegro en fa majeur
- [Ritornello]
- Quindi da' vostri sguardi il mio martoro (Recitativo)
- Gode in mezzo ai sospir (arioso)
- Vago fior (Aria), Andante grave en ut mineur
- Ma nò, riposa ò bella (Recitativo)
- Dormite, posate (Aria), Adagio en ré majeur

La fin de la dernière aria Dormite, posate, pupille dorate (« Dormez, reposez, pupilles adorées… »), est curieuse. Sur « Dorma il vostro furor ch'io parto, addio », la voix chante encore deux « addio » alors que violons et continuo font silence. Les instruments et la voix semblent disparaître comme des fantômes dans le vaste ciel étoilé, comme dit Edward Dent.
Une source, détruite pendant la seconde guerre mondiale, indiquait la date de 1704,.
La durée est d'environ 18 à 20 minutes.

## Texte
Le premier récitatif, suivi de son aria.
« Hor che di Febo ascosi

Stanno in sen d'Anfitrite i rai splendenti

Non fia stupor se negl'altrui riposi

Con sonori concenti

Vò temprando il mio duolo

Ch'è proprio d'un amante

Fra' solitari orrori

Spiegar del core i più secreti amori.

Cara notte che i furti giocondi

Degl'amanti benigna ricopri

Ben puoi tu quei diletti ch'ascondi

Numerar con le stelle che scopri. »

## Manuscrits
- Münster, Santini-Bibliothek, D-MÜs (Hs 3936) (RISM 850018955)
- Naples, Conservatorio di Musica San Pietro a Majella, I-Nc (Cantate 261 fos 29r-40 / = 34.5.10/8) (RISM 850018955)

## Édition moderne
- Solo serenatas : Hor che di Febo ascosi, éd. Marie-Louise Catsalis et Rosalind Halton,  A-R Editions, 2011  (ISSN 0484-0828), (BNF 42688349) — avec Sventurati miei penzieri ; Eurilla, amata Eurilla ; All'hor che stanco il sole ; Hor che l'aurato nume ; Prima d'esservi infedele ; Perché tacete, regolati concenti ? ; Sotto l'ombra d'un faggio ; Notte, ch'in carro d'ombre.

## Discographie
- Cantates de chambre : Hor che di Febo H.511 - Nancy Argenta, Chandos Baroque Players (février 1989, EMI 7 541176 2)[4] (OCLC 24686781) — avec Cantata pastorale per la natività di Nostro Signore Gesù Cristo ; Là dove a Mergellina H.356 ; Quella pace gradita H.610.
- Venere, Adone e amore : serenate et cantates. Hor che di Febo H.511 - Jane Edwards, soprano ; ensemble Chacona ; Rosalind Halton, clavecin et direction (février 2000, ABC Classics 461 687) (OCLC 1001435369), (Fiche sur medieval.org)